# Wiebke Wiedeck

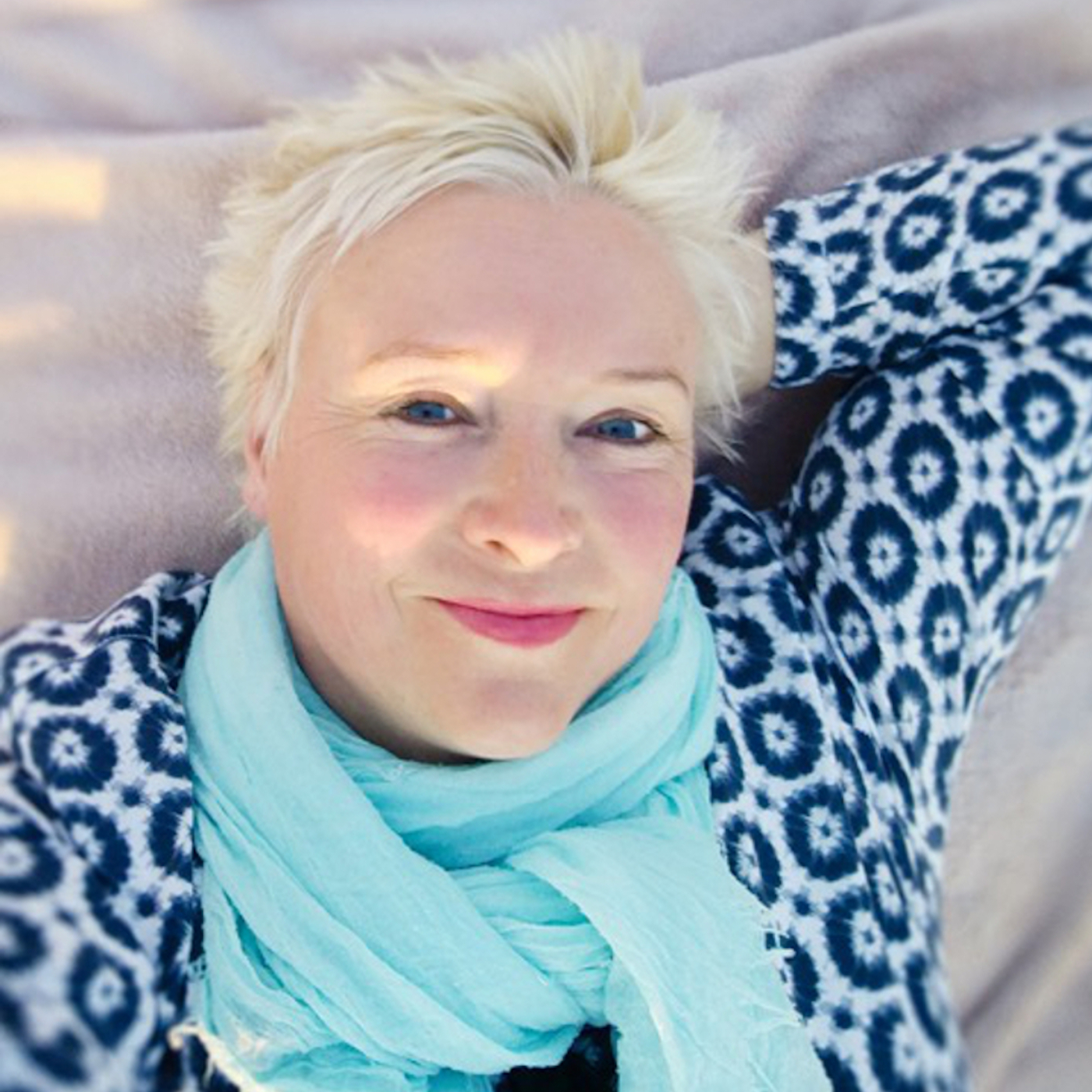
Wiebke Wiedeck (2020)

Wiebke Wiedeck (* 17. April 1965 in Greifswald) ist eine deutsche Sängerin, Autorin und Schauspielerin.

## Werdegang
Wiebke Wiedeck besuchte die Joliot-Curie-Oberschule Steinach. Von 1979 bis 1983 war sie Mitglied des Mädchenchores der Spezialklassen für Musikerziehung Wernigerode an der Gerhart Hauptmann Oberschule. Sie erhielt während ihres Abiturs eine Zusatzausbildung in Stimmbildung und als Chorleiterin. Von 1985 bis 1990 absolvierte sie ein Hochschulstudium in den Fächern Musik-Pädagogik, Psychologie, Gesang, Schauspiel und Sprecherziehung an der Hochschule für Musik Hanns Eisler Berlin.
1990 engagierte der Regisseur Jean Marie Boivin Wiedeck für eine der Hauptrollen in Esther und Judith, ein Zwei-Personen-Stück von Jean-René Lassalle über eine lesbische Liebesbeziehung. Gemeinsam mit ihm entwickelte sie eine weitere Hauptrolle in einem Theaterstück über die feministische Schriftstellerin Unica Zürn. 1990 und 1991 arbeitete sie bei Fernsehen aus Berlin und moderierte dort die Sendung City Beat. Von 1993 bis 1996 war sie Sängerin der Band Poems for Laila, die in ihrer Musik vor allem von osteuropäischen Einflüssen inspiriert wurde. Mit dieser nahm sie 1994 unter Phonogram das Album I Shot The Moon auf, welches von dem ehemaligen Roxy Music-Gitarristen Phil Manzanera in London produziert wurde.
1995 brachte sie ihre erste eigene CD Roulette des Lebens heraus, mit der sie sich für das Aufbrechen von geschlechterspezifischen Rollenmustern engagiert.
1996 bis 1998 sang sie die Hauptrolle Jill in der Welturaufführung der New York Story von Yoko Ono unter der Regie von Gerald Uhlig. Die musikalische Leitung hatte Wolfgang Dalheimer. Das Musical wurde in Saarbrücken und Berlin aufgeführt. Yoko Ono prangert in diesem Musical Kriminalität, Drogen, Gewalt, Sexismus und Frauenhandel an.
Von 1999 bis 2006 stand sie mit verschiedenen Chansonprogrammen wie Küsse und Bisse, Eine Frau packt aus oder Dinge des Lebens auf der Bühne. In diesen Programmen präsentierte sie eigene Songs oder Neuinterpretationen bekannter Chansons und hinterfragte darin die Rolle der Frau in der Gesellschaft, Jugendwahn und die Sexualisierung des Weiblichen. Sie äußerte sich auch öffentlich zu den Schwierigkeiten der Vereinbarkeit von Berufstätigkeit und Mutterschaft. Sie gastierte deutschlandweit, beispielsweise auf der Volksbühne Berlin, im Theater am Kurfürstendamm und im Theater des Westens, und spielte in der Kleinen Revue im Friedrichstadtpalast Berlin.
Eine Tournee mit eigenen Interpretationen von gesellschaftskritischen Brecht-Songs führte sie nach Paris, Bordeaux, Los Angeles und Brüssel.
2002 war sie Sprecherin und Moderatorin beim FAZ Businessradio 93,6. In der Lesereihe des Buches Die wilden 20er Jahre widmete sie sich der gesellschaftlichen Befreiung von Künstlerinnen in dieser Zeit.
Im selben Jahr produzierte und veröffentlichte Wiedeck die CD Leibeslieder mit ausschließlich eigenen Chansons. Sie hinterfragte darin u. a. den Sinn übertriebener Pränataldiagnostik, die in Einzelfällen zu gewollten Schwangerschaftsabbrüchen auf Grund genetischer Dispositionen führt. Grundlage für die CD waren ihre eigenen Erfahrungen in der Schwangerschaft mit ihrem zweiten Sohn. Ihre Meinung zu dieser Thematik und zu ethischen Kontroversen wurde auf der wissenschaftlichen Lehr-DVD Ethik im Gesundheitswesen in Form eines Interviews veröffentlicht.
Von 2003 bis 2004 spielte sie die Old P. und Madame Thénardier in der Premieren-Besetzung der Berlin-Uraufführung des Musicals Les Miserables. Die Handlung basiert auf dem Roman Die Elenden (französisch: Les Misérables) von Victor Hugo.
2005 veröffentlichte sie ihre zweite CD Endlich 40++!, in der sie sich mit „Älterwerden und Jugendwahn in unserer Gesellschaft“ auseinandersetzt.
Seit 2007 bietet Wiedeck psychologische Trainings und Coachings an. Sie ist Vertreterin der humanistischen Psychologie und des klientenzentrierten Ansatzes und setzt sich für Female Empowerment, Diversität und intersektionalen Feminismus ein.
2019 erschien ihr erstes Buch Das belebte Leben im Selbstverlag. Im Jahr 2020 folgte Lea und das blaue Glück sowie 2023 Frauenwege – Nichts ist so spannend, wie das Leben selbst. Ebenfalls im Eigenverlag erschien 2024 ihr erstes Kinderbuch: Ein Pups wollt’ in den Himmel pieksen.

## Politisches und gesellschaftliches Engagement
Wiedeck gründete 2020 die Initiative Zukunft Ohne Gewalt – Gewaltfreie Familien, Beziehungen, Gesellschaft, deren Vorsitzende sie bis heute ist. Der Verein setzt sich präventiv gegen Gewalt im sozialen Nahbereich ein und hat dabei einen besonderen Fokus auf Menschen mit Behinderung.

## Privatleben
Wiebke Wiedeck hat zwei Söhne. Sie lebt im nördlichen Umkreis Berlins.

## Auszeichnungen
- 1987: Goldener Rathausmann, Nationales Nachwuchsfestival
- 1998: Neues Deutsches Chanson, Zarah '98, 1. Platz im Nachwuchswettbewerb, Kategorie: Bester Text
- 2009: Tuttlinger Krähe[19]
- 2020: Gewinnerin des Frauen-Literatur-Preises des Kunsthauses Lisa[20]
- 2021: Preisträgerin des Literaturpreises Nordost[21]

## Diskographie
- 1994: I shot the moon. Phonogram.
- 1995: Roulette des Lebens. Casino Berlin.
- 1998: (als Lydia) I'll wait for you at midnight. IC/DigItMusic.
- 2002: Leibeslieder. Duo-phon-Musikverlag.
- 2005: Endlich 40 ++!. Eigenproduktion.

## Veröffentlichungen
- Das belebte Leben. Wiedeck Verlag, Wandlitz 2019, ISBN 978-3-9821194-0-3.
- Lea und das blaue Glück. Wiedeck Verlag, Wandlitz 2020, ISBN 978-3-9821194-1-0.
- Frauenwege – Nichts ist so spannend, wie das Leben selbst. Wiedeck Verlag, Wandlitz 2023, ISBN 978-3-9821194-5-8.
- Ein Pups wollt’ in den Himmel pieksen. Wiedeck Verlag, Wandlitz 2024, ISBN 978-3-9821194-7-2.

### Hörbücher eigener Werke
- Lea und das blaue Glück. Wiedeck Verlag, Wandlitz 2020, ISBN 978-3-9821194-4-1.